# Pomník T. G. Masaryka (Poděbrady)
Pomník T. G. Masaryka v lázeňském parku v Poděbradech je bronzová socha prvního československého prezidenta Masaryka v nadživotní velikosti. Je vůbec posledním dílem českého sochaře Otta Gutfreunda. Původně byla roku 1928 umístěna do městského parku (dnešní Purkyňovy sady). Dva další odlitky stejné sochy přitom byly instalovány v Nitře a Kroměříži. Za druhé světové války byla roztavena, roku 1945 obnovena a po komunistickém převratu podruhé zničena. V roce 1968 proběhl neúspěšný pokus o její opětovnou obnovu. Kopie sochy byla umístěna až roku 2008 do lázeňského parku.

## Historie

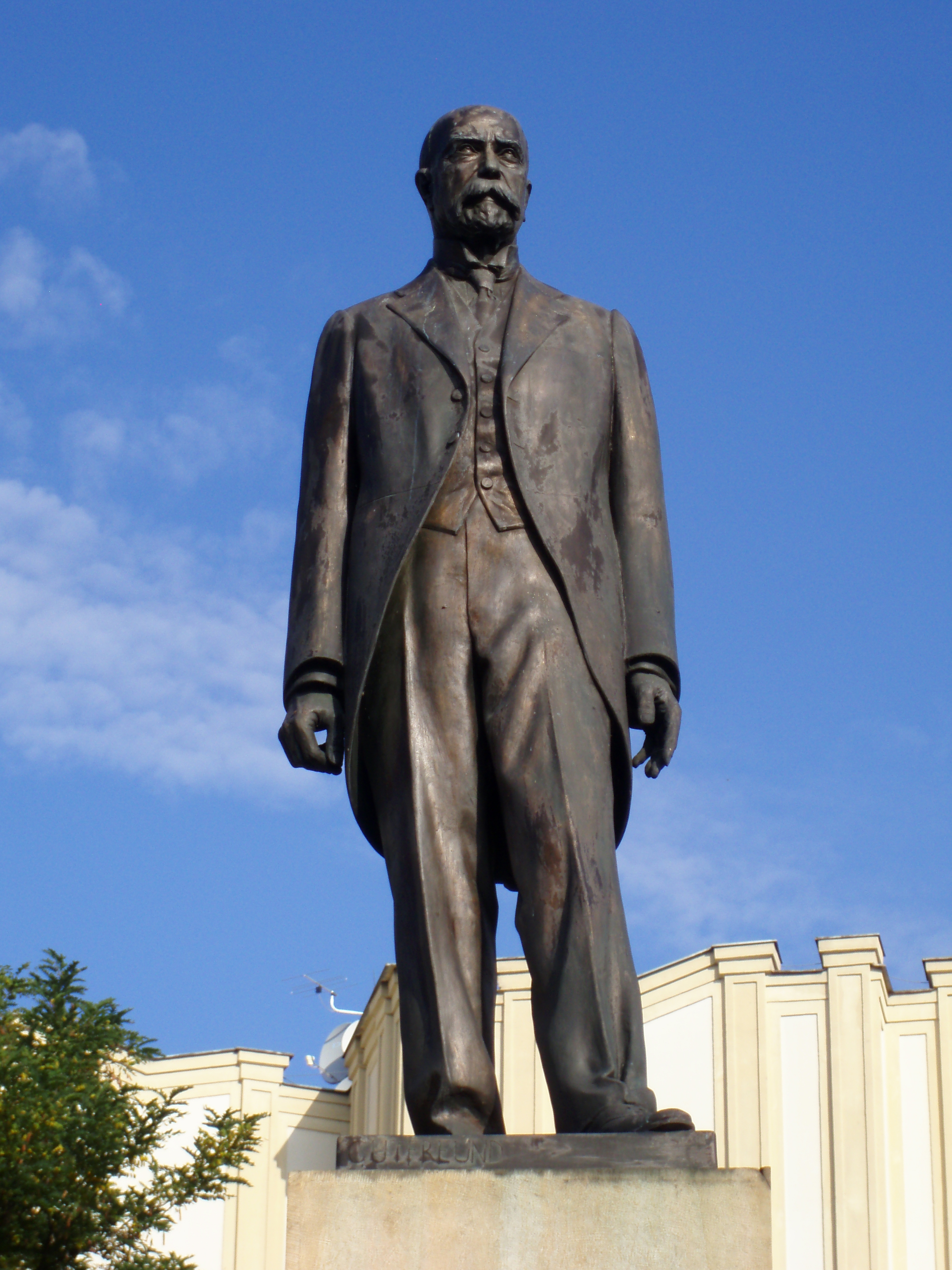
Masarykova poděbradská socha přímo navazovala na tuto sochu vytvořenou Gutfreundem roku 1925 pro Hradec Králové

### První pomník
Nedlouho po skončení první světové války a vzniku Československu začali obyvatelé Poděbrad usilovat o stavbu pomníku svým padlým vojákům a legionářům. V první polovině 20. let byly pro tento účel shromážděny významné prostředky a jičínský akademický sochař František Vyskočil v roce 1926 vytvořil návrh. Poděbradský architekt Vojtěch Kerhart však v té době prosadil, aby město financovalo vytvoření bronzového pomníku prvního československého prezidenta od sochaře Otta Gutfreunda. Město uvolnilo 40 tisíc korun na sochu a dalších 20 tisíc korun na podstavec. Ukázalo se však, že na pomník padlým už peníze nebudou. Prvotní nápad věc vyřešit doplněním podstavce památníku o nápis „Osvoboditeli a padlým ve světové válce“ znemožnily jeho malé rozměry, a proto byly pomník padlým nahrazen dvěma levnějšími bronzovými pamětními deskami s jejich jmény.

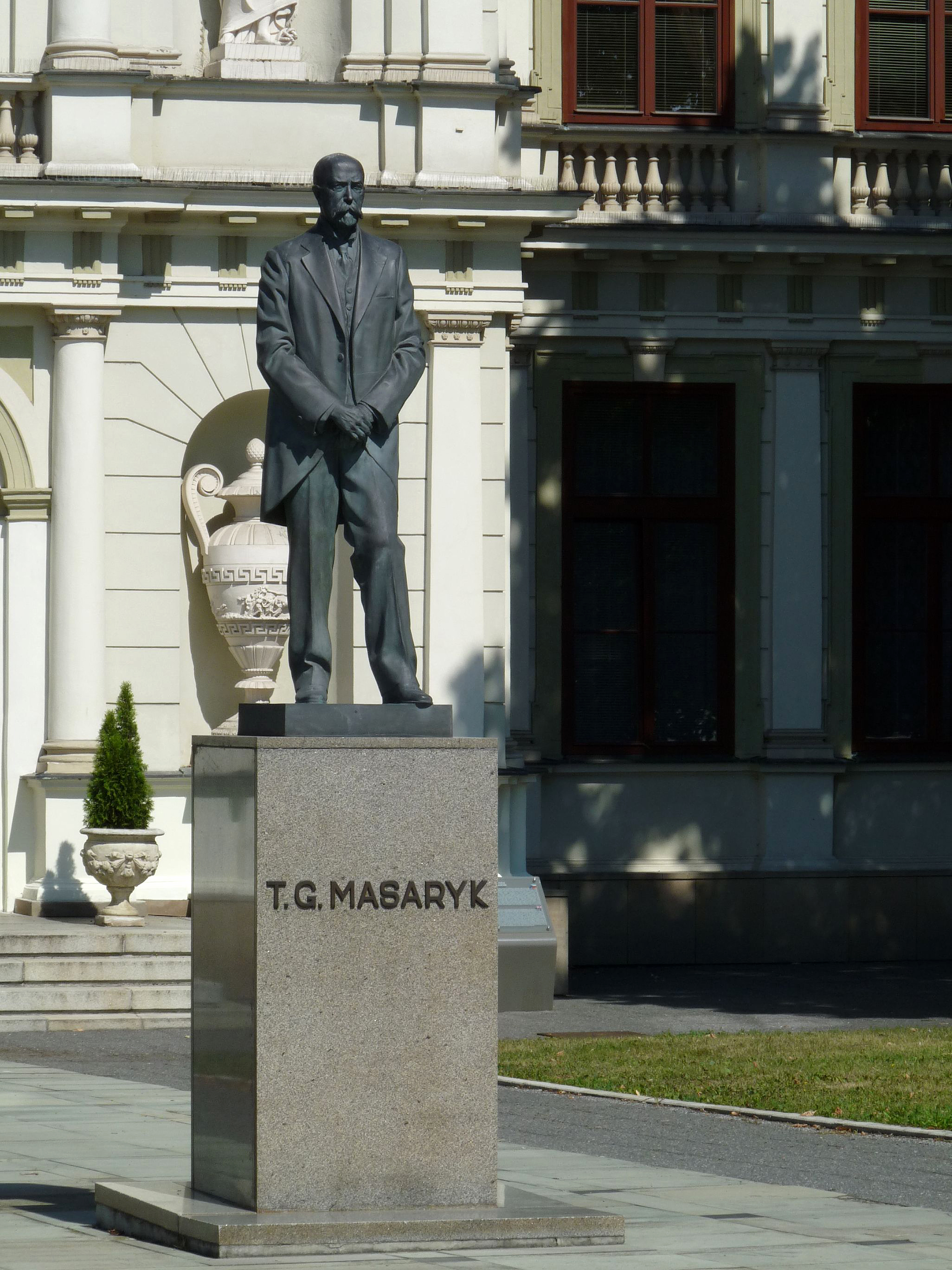
Ze stejného modelu jako poděbradská socha byl odlit také tento TGM pro Kroměříž

Model sochy Gutfreund zhotovil roku 1926, přičemž navázal na Masarykův pomník pro Hradec Králové z předcházejícího roku. Kvůli Gutfreundově náhlé smrti odlitek roku 1927 zhotovili až jeho spolupracovníci. Slavnostní odhalení sochy a pamětních desek proběhlo 28. října 1928. Jeho součástí byl průvod městem, jehož trasa vedla z Husovy třídy ke staré radnici (odhalení desek) a poté do městského parku (odhalení pomníku). S projevy tehdy vystoupili starosta Josef Caňkář a zástupci státní správy.
Roku 1933 Československá obec legionářská navrhla přemístění pomníku na významnější místo do lázeňského parku naproti nové budově nádraží, byla však odmítnuta. Situace se změnila po německé okupaci, neboť v červenci 1940 bylo vydáno nařízení o odstranění všech upomínek na T. G. Masaryka. Přes veškerou snahu města byla socha roztavena (Také všechny poděbradské kovové pamětní desky byly odvezeny do Prahy k roztavení. Po válce se podařilo objevit a na své původní místo vrátit Turinského plaketu a obě pamětní desky padlých.).

### Druhý pomník
Po skončení druhé světové války město za 180 tisíc korun koupilo kopii sochy od sochařova bratra Emila Gutreunda. Socha byla umístěna na své původní místo a v srpnu 1945 podruhé slavnostně odhalena. Také po komunistickém převratu roku 1948 se však T. G. Masaryk ocitl v nemilosti. V 50. letech byl pomník znovu odstraněn a pod dohledem příslušníků Lidových milic vhozen do řeky Cidliny. Při nízkém stavu vody však byla socha pod hladinou vidět, a proto byla za nějaký čas vytažena a roztavena. V roce 1968 o obnovu sochy usilovali její duchovní otec Vojtěch Kerhart a známý poděbradský lékař Ladislav Filip. Uspořádali finanční sbírku, domluvili bezplatné zapůjčení sádrového modelu i jeho odlití v adamovských slévárnách. Všemu zabránila invaze vojsk Varšavské smlouvy do Československa a následná normalizace.

### Třetí pomník

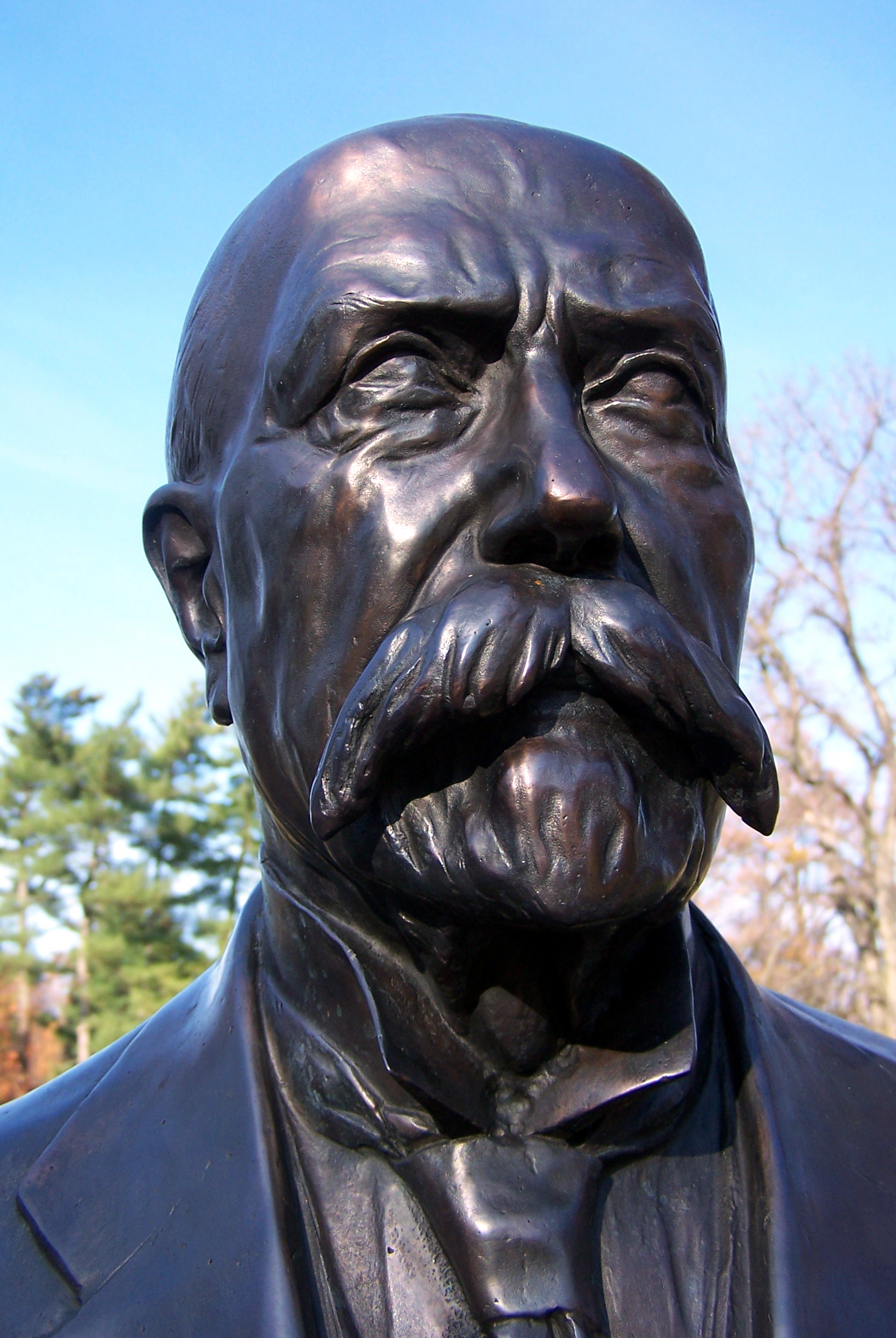
Detail současného pomníku T. G. Masaryka

Až 28. října 2008 byl při příležitosti 80. výročí původního pomníku odhalen nový odlitek stejné sochy. Do obnovy památníku město investovalo celkem 1,7 milionu korun. K jeho odlití byl použit originální Gutfreundův model, který poskytla Moravská galerie v Brně. Autory nové architektonické úpravy stávající sochy jsou Tomáš Jiránek a Marek Lehmann. Hlavní změnou je přesun sochy na prestižní místo do lázeňského parku a dále fakt, že socha již nemá sokl a stojí přímo na zemi. Jiránek a Lehman tak nerespektovali původní architektonické řešení památníku. Roku 2011 sice navrhli přesun sochy na menší metrový sokl, tato změna ale nebyla realizována.

## Popis
Jedná se o bronzovou sochu v nadživotní velikosti. TGM stojí v rozepnutém žaketu s levou nohou mírně nakročenou. Jeho ruce jsou spojeny před tělem. Původní socha stála na zhruba dvoumetrovém válcovém žulovém soklu. na kterém byl nápis „T. G. MASARYK“. Současná verze sochy je bez soklu. Na jejím podstavci je vpředu napsáno: „T. G. MASARYK“ a vzadu. „OTTO GUTFREUND 1927 / NÁVRAT DÍLA DO PODĚBRAD 28. ŘÍJNA 1928“.